# River Mole (Themse)
Der River Mole ist ein Wasserlauf in England. Er entspringt im Süden von Rusper in West Sussex und fließt zunächst in östlicher Richtung. Im Norden von Crawley wendet er sich in nördliche Richtung und fließt unter dem Flughafen Gatwick hindurch nach Horley in Surrey. Der Mole durchquert die North Downs zwischen Dorking und Leatherhead im sogenannten Mole Gap, das eine Site of Special Scientific Interest (SSSI) von europäischer Bedeutung ist. Der Lauf des Mole ist von Mäandern geprägt. Westlich von Thames Ditton trennt sich der Nebenarm des River Ember von ihm und bildet mit dem Hauptarm einen Ring um das Island Barn Reservoir. Der River Mole mündet gegenüber dem Hampton Court Palace in die Themse.

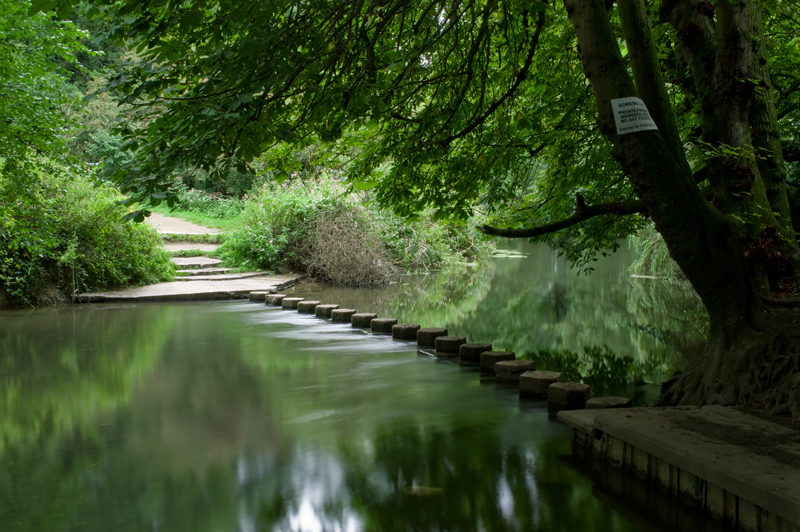
Step-Stone Bridge am River Mole in Box Hill, Surrey

Der Fluss gibt dem Mole Valley Distrikt in Surrey seinen Namen.
Historisch mündete der River Mole weiter flussaufwärts in die Themse und der River Ember hatte an seine eigene Mündung im Bereich der heutigen Mündung, doch in den 1930er Jahren wurde die Mündung beider Flüsse beim Bau der Hampton Court Bridge zusammengelegt.